# Rhegmatorhina
Rhegmatorhina – rodzaj ptaków z podrodziny chronek (Thamnophilinae) w rodzinie chronkowatych (Thamnophilidae).

## Zasięg występowania
Rodzaj obejmuje gatunki występujące w Amazonii.

## Morfologia
Długość ciała 13,5–15 cm; masa ciała 27–34 g.

## Systematyka

### Etymologia
Rhegmatorhina: gr. ῥηγμα rhēgma, ῥηγματος rhēgmatos „rysa, szczelina”; ῥις rhis, ῥινος rhinos „nozdrza”.

### Podział systematyczny
Do rodzaju należą następujące gatunki:
- Rhegmatorhina cristata (von Pelzeln, 1868) – okularek rdzawoczuby
- Rhegmatorhina melanosticta (P.L. Sclater & Salvin, 1880) – okularek białoczuby
- Rhegmatorhina gymnops Ridgway, 1888 – okularek czarnogłowy
- Rhegmatorhina berlepschi (E. Snethlage, 1907) – okularek maskowy
- Rhegmatorhina hoffmannsi (Hellmayr, 1907) – okularek białogardły